# Abag
Abag är ett mongoliskt baner som lyder under förbundet Xilingol i den autonoma regionen Inre Mongoliet i nordvästra Kina.